# 李芳 (龍山知縣)
李芳，清朝政治人物。四川人。
李芳為舉人出身。乾隆九年（1744年）三月，出任湖南永順府龍山縣知縣。